# Pink Floyd 1974 Tours
Pink Floyd 1974 Tours – dwie trasy koncertowe Pink Floyd, które odbyły się w 1974 r. i zostały połączone w ramach jednego tourneé. W czerwcu 1974 grupa dała sześć koncertów we Francji. Na przełomie listopada i grudnia odbyło się dwadzieścia koncertów w Anglii. 

## Koncerty we Francji

### Program koncertów

#### Pierwsza część
1. „Shine On”
2. „Raving and Drooling”
3. „Echoes”

#### Druga część
1. „Speak To Me” (wydłużona wersja utworu, odtwarzana z taśmy)
2. „Breathe”
3. „On The Run”
4. „Time”
5. „The Great Gig in the Sky”
6. „Money”
7. „Us and Them”
8. „Any Colour You Like”
9. „Brain Damage”
10. „Eclipse”

Podczas koncertów we Francji w dniach od 18 do 22 czerwca zespół po wyżej wymienionym zestawie utworów wracał na scenę i grał na bis utwór „Careful with that Axe, Eugene”. W dniach od 24 do 26 czerwca na bis był wykonywany utwór „One of These Days”.

### Tour dates
| Data            | Miasto   | Państwo | Miejsce                                    |
| Europe          | Europe   | Europe  | Europe                                     |
| --------------- | -------- | ------- | ------------------------------------------ |
| 18 czerwca 1974 | Tuluza   | Francja | Palais des Exposition                      |
| 19 czerwca 1974 | Poitiers | Francja | Arles Amphitheater                         |
| 21 czerwca 1974 | Dijon    | Francja | Palais des Expositions                     |
| 22 czerwca 1974 | Colmar   | Francja | Théâtre de Plein Air, Parc des Expositions |
| 24 czerwca 1974 | Paryż    | Francja | Palais des Sports                          |
| 25 czerwca 1974 | Paryż    | Francja | Palais des Sports                          |
| 26 czerwca 1974 | Paryż    | Francja | Palais des Sports                          |

## Koncerty w Anglii

### Program koncertów

#### Pierwsza część koncertów
- „Shine on You Crazy Diamond”
- „Raving and Drooling”
- „You've Got to be Crazy”

#### Druga część koncertów
- „Speak To Me” (playback)
- „Breathe”
- „On the Run”
- „Time”
- „The Great Gig in the Sky”
- „Money”
- „Us and Them”
- „Any Colour You Like”
- „Brain Damage”
- „Eclipse”

Na bis był grany tylko utwór „Echoes”.

### Lista koncertów
| Data              | Miasto              | Państwo | Miejsce                                 |
| Europe            | Europe              | Europe  | Europe                                  |
| ----------------- | ------------------- | ------- | --------------------------------------- |
| 4 listopada 1974  | Edynburg            | Szkocja | Usher Hall                              |
| 5 listopada 1974  | Edynburg            | Szkocja | Usher Hall                              |
| 8 listopada 1974  | Newcastle upon Tyne | Anglia  | Odeon                                   |
| 9 listopada 1974  | Newcastle upon Tyne | Anglia  | Odeon                                   |
| 14 listopada 1974 | Londyn              | Anglia  | Empire Pool, Wembley                    |
| 15 listopada 1974 | Londyn              | Anglia  | Empire Pool, Wembley                    |
| 16 listopada 1974 | Londyn              | Anglia  | Empire Pool, Wembley                    |
| 17 listopada 1974 | Londyn              | Anglia  | Empire Pool, Wembley                    |
| 19 listopada 1974 | Stoke-on-Trent      | Anglia  | Trentham Gardens                        |
| 22 listopada 1974 | Cardiff             | Walia   | SWALEC Stadium, Sophia Gardens Pavilion |
| 28 listopada 1974 | Liverpool           | Anglia  | Liverpool Empire Theatre                |
| 29 listopada 1974 | Liverpool           | Anglia  | Liverpool Empire Theatre                |
| 30 listopada 1974 | Liverpool           | Anglia  | Liverpool Empire Theatre                |
| 3 grudnia 1974    | Birmingham          | Anglia  | The Hippodrome                          |
| 4 grudnia 1974    | Birmingham          | Anglia  | The Hippodrome                          |
| 5 grudnia 1974    | Birmingham          | Anglia  | The Hippodrome                          |
| 9 grudnia 1974    | Manchester          | Anglia  | The Palace Theatre                      |
| 10 grudnia 1974   | Manchester          | Anglia  | The Palace Theatre                      |
| 13 grudnia 1974   | Bristol             | Anglia  | The Hippodrome                          |
| 14 grudnia 1974   | Bristol             | Anglia  | The Hippodrome                          |

## Muzycy
- David Gilmour – wokal, gitary
- Roger Waters – wokal, gitara basowa
- Richard Wright – wokal, keyboardy
- Nick Mason – perkusja

## Muzycy dodatkowi
- Dick Parry – saksofon
- Venetta Fields – chórki
- Carlena Williams – chórki